# Sociedade simples
Sociedade simples são sociedades que exploram a atividade de prestação de serviços decorrentes de atividades intelectuais e de cooperativa. Na Sociedade Simples,é organizada por no mínimo duas pessoas, tem o objeto lícito descrito em seu contrato social, de natureza essencialmente não mercantil, onde para a execução de seu objeto, os sócios recaiam na exceção prevista acima, ou seja, exerçam profissão intelectual, de natureza científica, literária ou artística, mesmo que para a execução necessitem de auxiliares ou colaboradores. Exemplos: Cooperativas e representações comerciais.
A sociedade de natureza Simples encontra guarida nos artigos 982 e 983 do Código Civil de 2002, e os tipos societários usados por estas sociedades são: Sociedade Simples Pura (artigos 997 a 1038 do C.C.) e Sociedade Simples Limitada (artigos 1052 a 1087 do C.C.). 
É importante observar que as sociedades sejam Simples Puras ou Simples Limitadas, não são passíveis de falência e não têm a obrigatoriedade de se adequar às novas realidades contábeis (art.1179 a 1195), próprias das sociedades empresárias, e que terão repercussões fiscais, pois modificam conceitos como depreciação e controle de estoque, que irão afetar as escriturações e apuração de resultados.
A sociedade simples (Pura ou Limitada) tem seus atos (constituição, alteração e extinção) registrados no Cartório de Registro Civil das Pessoas Jurídicas. 
Na sociedade simples pura os sócios respondem ilimitadamente pelas dívidas contraídas pela empresa, pode haver sócio que participe apenas com serviço, o nome empresarial não prescinde de parte do objeto social, não há necessidade de lavratura de atas de reuniões de sócios, dentre outros.
Já na sociedade simples limitada, os sócios respondem limitadamente ao valor do capital social, desde que totalmente integralizado, o nome empresarial prescinde de que conste parte do objeto social, não pode ter sócio que participe apenas com serviço, tem que lavrar ata de reuniões de sócios, principalmente se tiver mais de 10 (dez) sócios, entre outros.